# Hersilia pectinata
Hersilia pectinata là một loài nhện trong họ Hersiliidae.
Loài này thuộc chi Hersilia. Hersilia pectinata được miêu tả năm 1895 bởi Tord Tamerlan Teodor Thorell.